# Royal Corsican Rangers
Le Royal Corsican Rangers est une unité d'infanterie légère de l'armée britannique, pendant la période de la Révolution française et du Premier Empire.

## Description
Ce régiment était composé principalement de Corses sécessionnistes et émigrés ; créé après la fin du royaume de Corse, l’unité est employée contre les Français au cours de la dernière partie des guerres de la Révolution française et durant les guerres napoléoniennes,.
En juillet 1800, le capitaine Hudson Lowe est nommé commandant du régiment, il avait auparavant servi en Corse dans la période du royaume anglo-corse, et parlait français et italien. Ce dernier sera « le geôlier » de l'empereur Napoléon Ier sur l'île de Sainte-Hélène en 1816.

## Historique

### Première création
En 1794, les Corses sous Pasquale Paoli ont fait sécession de la République française et ont appelé les troupes britanniques en renfort pour les aider à chasser les troupes françaises de l'île.  
Puis pendant deux ans, l'île a fait partie d'un royaume anglo-corse. Cependant les relations entre les Britanniques et les Corses se sont rapidement détériorées. Puis l’Espagne a déclaré la guerre à la Grande-Bretagne en 1796, mettant en danger tous les territoires britanniques de la Méditerranée et incitant les Britanniques à se retirer de la Corse.  
À la suite de ce retrait des Corses pro-Paoli fuient l'île ou sont exilés, et en septembre 1798, ils forment une compagnie d'infanterie légère dite "Franc Tireur Corses" à Minorque, alors détenue par les Britanniques.  L'unité était composée de sept officiers et de 226 autres grades.
En juillet 1800, le capitaine Hudson Lowe du 50th Foot est détaché pour commander l'unité, avec le grade temporaire de major.  Lowe avait servi en Corse pendant la brève période de contrôle britannique et parlait à la fois le français et l'italien.
Ensuite l'unité a été transportée à Gibraltar, où ils ont impressionné le général Ralph Abercromby, qui préparait une expédition pour chasser les Français d'Égypte qu’ils avaient conquise en 1798. Abercromby a fourni aux Rangers de nouveaux uniformes et des fusils Baker (en), et les a placés dans sa  division de réserve.  Ils ont participé au débarquement à la bataille d'Aboukir après quoi ils ont été rebaptisés les Corsican Rangers.
L'unité a pris part aux actions ultérieures en Égypte.  Ils ont reçu des éloges et ont eu le droit de porter des boutons et d'autres équipements décorés d'un sphinx.  La paix d'Amiens a été signée entre la Grande-Bretagne et la France peu après l'évacuation de l'Égypte par les Français. A la suite de cette paix les Corsican Rangers ont été dissous à Malte.
Les Rangers ont également partagé le butin des propriétés françaises capturées en Égypte en 1801.
- 1799 : création du Corsican rangers, comme compagnie d'infanterie légère à Minorque[3]
- 1er juillet 1802 : dissolution de la compagnie à la suite du traité de paix d'Amiens.

### Recréation
Lorsque la guerre éclata à nouveau entre la Grande-Bretagne et la France en 1803, le major Lowe reçut l'ordre de relever un régiment corse, pour servir en Méditerranée.  La plupart des officiers nommés par Lowe étaient corses, tout comme le noyau dur de 360 tirailleurs, organisé en six compagnies. De plus le régiment a été renforcé par des recrues venant de Sicile, de Sardaigne et de Naples, pour un effectif total d'environ 600 personnes réparties dans dix compagnies.  Le régiment est officiellement accepté dans l'armée britannique en octobre 1804.
En juillet 1805, la Royal Corsican Rangers participe à une expédition britannique en Sicile et à Naples. Le 4 juillet 1806, trois compagnies du régiment participent à la bataille de Maida, qui se termine par une victoire britannique.
De la fin de 1806 à 1808, les Rangers sont stationnés à Capri, où Hudson Lowe est nommé commandant de la garnison.  
En 1808, les forces françaises et napolitaines de Joachim Murat, le roi de Naples imposé par les Français, ont attaqué l'île et l'ont conquise après de combats acharnés.  Certains des Rangers ont déserté plutôt que de combattre les Corses au service français, mais d'autres se sont distingués.  Lowe a été contraint de capituler, mais ses forces ont été autorisées à partir avec tous les honneurs militaires.
L'année suivante, le régiment a pris part à une expédition dans les îles Ioniennes, contrôlées par les  français, sous le commandement du général Sir John Stuart.  Durant cette expédition, le régiment était commandé par son ancien commandant en second, le lieutenant-colonel John McCombe. Le 30 septembre, 600 soldats du régiment, dirigés par le colonel Lowe (qui a été nommé commandant en second du major général John Oswald, le commandant de la division), ont capturé Zante sans combattre car sa garnison française était en infériorité numérique.  Des détachements ont participé à la capture d'autres îles de Céphalonie, Ithaque et Cythère.
Le 16 octobre 1813, une force conjointe composée du HMS Bacchante, du HMS Saracen et du capitaine Piearce Lowen des "His Majesty's Corsican Rangers", captura les "Forts Espagnols et Castel Nuova", près de Cattaro.  En novembre 1827, une prime de 1 600 £ leur fut versée pour les magasins d'artillerie capturés là-bas. La compagnie captura Fort Cattaro le 5 janvier 1814.
Les Rangers étaient stationnés dans les îles Ioniennes jusqu'à la fin des guerres napoléoniennes.  En 1814 et 1815, certains d'entre eux participent à de nouvelles actions contre les forces napolitaines de Murat.
Le 13 février 1814, l'île de Paxos, dans l'Adriatique, se rend au HMS Apollo et à un détachement de 160 hommes.  Les troupes se sont déplacées si rapidement à travers l'île que l'ennemi n'a pas eu le temps d'organiser la résistance. En conséquence, la force britannique, qui comprenait des hommes du 2e régiment d'infanterie légère grecque de Céphalonie, les Royal Corsican Rangers, le 35e régiment d'infanterie et d'autres unités, ainsi que des marines et des marins d'Apollo, a capturé 122 soldats ennemis et un petit, fort bien conçu de trois canons.
Le régiment a été dissous à Corfou en 1817. Pendant son service dans les guerres napoléoniennes, il avait porté un uniforme similaire à celui du 60e régiment (Royal American), composé d'une veste vert foncé avec des parements rouges, un pantalon bleu et des guêtres noires, avec  équipement en cuir noir.
- 14 août 1803 : réformation du régiment qui prend le nom de Royal Corsican Rangers
- mars 1817 : dissolution du régiment à Corfou[1]

## Batailles principales
- 1801 - Bataille d'Aboukir, Bataille de Canope

- 1806 - Bataille de Maida

## Source
- vicomte Robert Grouvel (ill. baron Louis de Beaufort), Les corps de troupe de l'émigration française : 1789-1815, t. I : services de la Grande-Bretagne et des Pays-Bas, Paris, Éditions de la Sabretache, 1957.